# Haerts
Haerts (estilizado como HAERTS) es una banda estadounidense de indie pop originaria de Brooklyn, Nueva York, formada en 2010. La banda está compuesta por Nini Fabi (voz), Ben Gebert (teclados), Garrett Ienner (guitarra), y Derek McWilliams (bajo). Su música se piensa a menudo que se inspira en la década de 1980.
El grupo lanzó su disco debut en 2013 y ha realizado giras con bandas como Shout Out Louds, Atlas Genius, Washed Out, y St. Lucia.

## Discografía

### Álbumes de estudio
| Título | Detalles                                                                                            |
| ------ | --------------------------------------------------------------------------------------------------- |
| Haerts | - Publicación: 27 de octubre de 2014 - Discografía: Columbia - Formato(s): CD, LP, descarga digital |

### Extended Plays
| Título     | Detalles                                                                                        |
| ---------- | ----------------------------------------------------------------------------------------------- |
| Hemiplegia | - Publicación: 8 de octubre de 2013 - Discografía: Columbia - Formato(s): 10", descarga digital |

### Sencillos
| Título         | Año  | Álbum      |
| -------------- | ---- | ---------- |
| «Wings»        | 2013 | Hemiplegia |
| «All the Days» | 2013 | Hemiplegia |
| «Giving Up»    | 2014 | Haerts     |